# Округ Аткинсон (Џорџија)
Округ Аткинсон (енгл. Atkinson County) је округ у америчкој савезној држави Џорџија.

## Демографија
По попису из 2010. године број становника је 8.375, што је 766 (10,1%) становника више него 2000. године.
| Група             | 2000.         | 2010.         |
| Белци             | 4.760 (62,6%) | 4.776 (57,0%) |
| Афроамериканци    | 1.492 (19,6%) | 1.453 (17,3%) |
| Азијати           | 9 (0,1%)      | 23 (0,3%)     |
| Хиспаноамериканци | 1.290 (17,0%) | 2.039 (24,3%) |
| Укупно            | 7.609         | 8.375         |